# The Dance Club
The Dance Club är en svensk romantisk komedifilm som har en planerad biopremiär den 19 september 2025. Filmen är regisserad av Lisa Langseth som även skrivit filmens manus. Filmen är producerad av Maria Dahlin och Veronika Öhnedal på Meta Film Stockholm. Filmen har spelats in i Stockholm och Luleå.

## Handling
Filmen kretsar kring Johannes, som studerar psykologi. Tillsammans med konstnären Rakel bildar han en grupp med sina patienter för att hjälpa dem slå tillbaka mot de som orsakat deras smärta. Gruppen expanderar och Johannes kämpar för att hålla ihop den. Samtidigt blir han kär i Rakel.

## Rollista (i urval)
- Nils Wetterholm
- Alva Bratt
- Pernilla August
- Matias Varela
- Julia Franzén
- Evelyn Mok